# 大丈夫だよ (川嶋あいの曲)
『大丈夫だよ』（だいじょうぶだよ）は日本のシンガーソングライター・川嶋あいが2009年4月8日に発売した17枚目のシングル。

## 概要
前作『カケラ／Flag』から8ヶ月ぶりのリリース。
通常版と初回限定版の2種類で発売され、初回限定版には「大丈夫だよ」のビデオクリップとイベント握手券、アルバム『Simple Treasure』とライブDVDとの3作連動応募ステッカーが付属している。PV監督は河合伸弥。. http://www.spaceshowertv.com/search/detail.cgi?mu=0072821&ch=0.また、3トラック目は通常版と初回限定版ではそれぞれ別々の楽曲が収録されている。
表題曲は自身の著書『最後の言葉』を原作としたアニメ映画『8月のシンフォニー -渋谷2002〜2003』の主題歌となっている。

## 収録曲

### 通常盤
- 作詞・作曲：川嶋あい

1. 大丈夫だよ
編曲：CONEY’S JELLY
映画『8月のシンフォニー -渋谷2002〜2003』主題歌。
現代の若い世代の人々に前向きさを感じてもらえるようにと作られた楽曲である[1]。
2. Power of smile
編曲：長澤孝志
3. Escape
編曲：宗本康兵

### 初回限定盤
CD
1. 大丈夫だよ
2. Power of smile
3. しあわせ運べるように
作詞・作曲：臼井真／編曲：宗本康兵
神戸震災復興支援フリーライブにて歌い継がれている楽曲。
2009年1月17日に行われたライブ「川嶋あい 神戸震災復興支援フリーライブ」にて、この曲が歌われた時の映像が『誰も知らない泣ける歌』（日本テレビ系列）で紹介された[2]。

DVD
1. 大丈夫だよ(Music Video)

## 書籍
2009年4月23日に発売された、川嶋あいの楽曲「大丈夫だよ」に共感して日本中から寄せられた「自分を元気にしてくれる」言葉・写真・絵などが載せられたメッセージ集。
また、川嶋あいのロングインタビューも掲載されている。
文章や写真は携帯やインターネットで募集され、その中から掲載作品を川嶋が中心となって決定された。
なお、この本の川嶋の印税はすべて途上国の教育支援のために寄付されている。